# Aigues-Mortes
Aigues-Mortes là một xã trong vùng hành chính Occitanie, thuộc tỉnh Gard, quận Nîmes (quận), tổng Aigues-Mortes. Aigues-Mortes nằm trên độ cao trung bình là 1 mét trên mực nước biển, có điểm thấp nhất là 0 mét và điểm cao nhất là 3 mét. Xã có diện tích 57,78 km², dân số vào thời điểm 1999 là 6.012 người; mật độ dân số là 104 người/km².

## Thông tin nhân khẩu
| 1962  | 1968  | 1975  | 1982  | 1990  | 1999  | 2005  |
| ----- | ----- | ----- | ----- | ----- | ----- | ----- |
| 4.191 | 4.197 | 4.531 | 4.472 | 4.999 | 6.012 | 6.798 |